# Frankfurter Judengasse

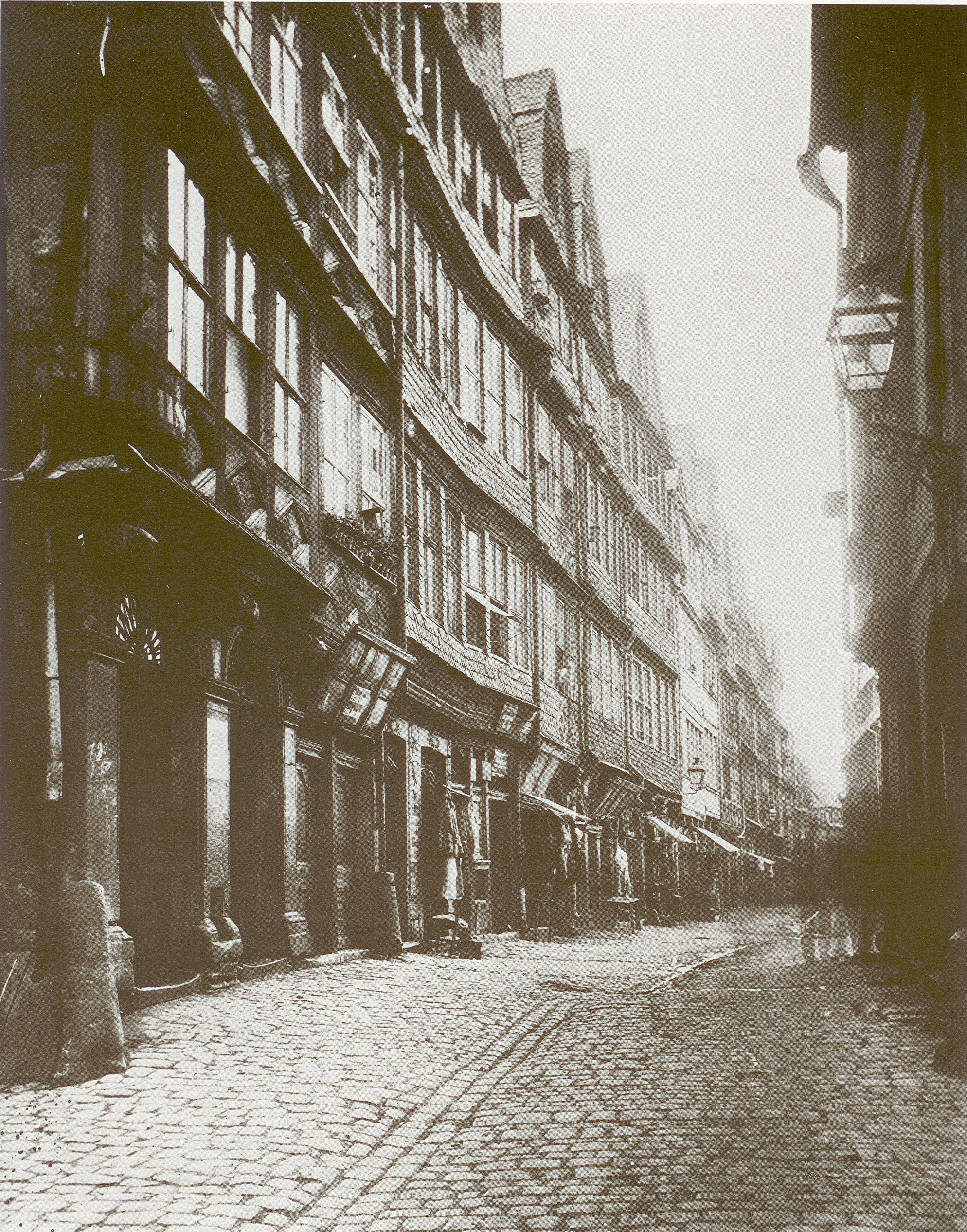
Uliczka Żydowska, fot. z 1868 r.

Frankfurter Judengasse (niem. dosł. Uliczka Żydowska, Zaułek Żydowski), getto frankfurckie było dzielnicą żydowską, obszarem koncentracji żydowskich mieszkańców Frankfurtu nad Menem. Było jednym z najwcześniejszych gett w Niemczech, istniało od 1421 do 1811 r., a jego mieszkańcy stanowili najliczniejszą społeczność żydowską wczesnonowożytnych Niemiec.
W końcu XIX w. większość budynków w obrębie Judengasse zostało rozebranych. Dzielnica uległa znacznemu zniszczeniu w czasie II wojny światowej, jednak powojenna odbudowa nie odtworzyła historycznej zabudowy tego terenu. Po 1945 r. funkcjonował tam m.in. parking samochodowy, stacja benzynowa i giełda kwiatowa. W latach 70. podjęto decyzję o budowie na tym terenie kompleksu budynków użyteczności publicznej. W czasie prac archeologicznych na placu budowy w 1977 r. odkryto fundamenty i pozostałości 19 budynków. Pięć z tych znalezisk można dzisiaj zobaczyć w utworzonym w ramach kompleksu Museum Judengasse.

## Położenie

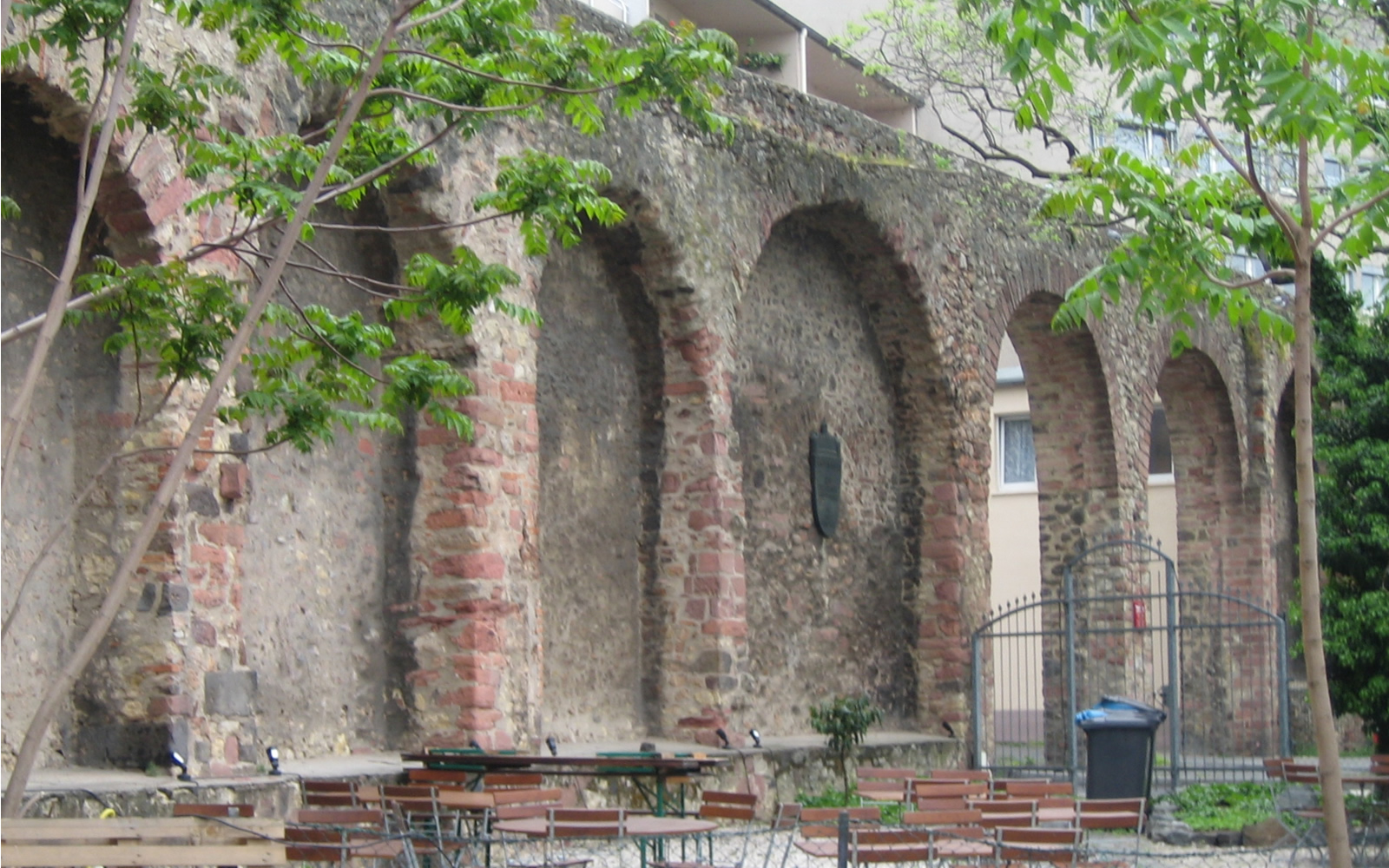
Fragment muru miejskiego przy Fahrgasse

Getto było zlokalizowane poza miastem, na wschód od średniowiecznych murów miejskich (Staufenmauer) i rozciągało się od dzisiejszego placu Konstablerwache do Börneplatz, w pobliżu Menu. Ulica liczyła ok. 330 m długości, 3 do 4 m szerokości i była odgraniczona trzema bramami, które były zamykane w nocy oraz niedziele i święta chrześcijańskie. Ze względu na ciasnotę ulicy oraz utrudniony do niej dostęp, Judengasse trawiły pożary, tylko w XVIII w. trzykrotnie: w 1711, 1721 i 1796 r.
Gdy cesarz Fryderyk III utworzył dekretem z 1462 getto, we Frankfurcie mieszkało ok. 15 żydowskich rodzin, liczących ok. 110 osób. Do XVI w., liczba mieszkańców Judengasse urosła do ponad 3 tys., mieszkających w 195 domach. W związku z tym, frankfurcka dzielnica żydowska należała do najgęściej zaludnionych obszarów w Europie i według współczesnych jej przekazów, była ciasna i brudna.